# Camillo Felgen
Camillo Felgen (Tétange, 1920. november 17. – Esch-sur-Alzette, 2005. július 16.) luxemburgi énekes. Két alkalommal is ő képviselte Luxemburgot az Eurovíziós Dalfesztiválon: 1960-ban és 1962-ben. Előbbi versenyen utolsó, utóbbi versenyen harmadik helyezést ért el.